# Robert George Harrington
Robert George Harrington (3. prosinca 1904. – 15. lipnja 1987.) američki astronom koji je radio na zvjedarnicu Mount Palomaru. Njegov imenjak može zbuniti, Robert Sutton Harrington, koji je također bio astronom, ali je drugog imena Sutton, rodio se poslije i radio je na drugoj zvjezdarnici, zvjezdarnici Ratne mornarice SAD.
Otkrio je ili suotkrio više kometa, među njima periodične komete 43P/Wolf-Harrington, 51P/Harrington (otkriven 1953.), 52P/Harrington-Abell (otkrio ga skupa s njime George Ogden Abell 1955.) te komet/asteroid 107P/Wilson-Harrington, koji su on i Albert Wilson otkrili 1949. i koji je postao asteroidom do 1988. godine.
Zajednos Fritzom Zwickyjem otkrio je kuglasti skup Palomar 12.
Harringtonu u čast nazvan je asteroid 3216 Harrington, ali ne po Robertu Georgeu, nego po Robertu Suttonu Harringtonu. Ali, ime Roberta Georgea Harrington asocirano je s asteroidom/kometom 107P/Wilson-Harrington.